# Контрольная палата Республики Беларусь
Контрольная палата Республики Беларусь (бел. Кантрольная палата Рэспублікі Беларусь) — высший орган государственного финансово-экономического контроля в Республике Беларусь в 1992—1996 годах. Образовывалась Верховным Советом, действовала под его руководством и была подотчётна ему. Осуществляла контроль за исполнением республиканского бюджета, использованием государственной собственности, исполнением актов Верховного Совета, которые регулировали отношения государственной собственности, хозяйственные, финансовые и налоговые отношения. Председателя палаты выбирал Верховный Совет сроком на 5 лет. Данная структура являлась юридическим лицом, имела печать с изображением государственного герба республики и своим наименованием, а также обладала правом законодательной инициативы. Функции, полномочия, состав и структура Контрольной палаты Республики Беларусь определялись Законом «О Контрольной палате Республики Беларусь» от 13 марта 1992 года.
Упразднена согласно Указу Президента Республики Беларусь от 5 декабря 1996 года.
Её функции в настоящее время возложены на Комитет государственного контроля Республики Беларусь.